# Estadio Humberto Rizza
El Estadio Humberto Rizza es un estadio de fútbol propiedad del Club Sportivo Guzmán. Se localiza en la ciudad de Tucumán, Argentina, entre las calles Juan Posse, Juramento, Justo de la Vega y Diego de Villarroel, en el barrio Villa 9 de Julio. En 2017 fue mencionado por el medio deportivo TyC Sports como uno de los estadios más insólitos del mundo gracias a su platea construida en forma de serrucho.

## Historia
En 1917, el club se crea con el nombre de Club San Isidro, el cual se disolvería tres años después en 1920. Así, en 1921, se fundaría el Club Sportivo 9 de Julio en una asamblea de dirigentes y jugadores de San Isidro y del barrio homónimo. Luego de creada la institución se iniciaron las gestiones con Alfredo Guzmán, quien era dueño del Ingenio azucarero Concepción, para que cediera un terreno con propósito de construir el recinto deportivo del club. Finalmente, en 1924, el empresario cede los terrenos al club de forma gratuita y el club cambia su nombre a Club Sportivo Alfredo Guzmán en honor a la gran contribución del filántropo tucumano.
En los siguientes años, Sportivo Guzmán jugó en su propio estadio de forma modesta hasta que durante la presidencia de Humberto Rizza, se construyó el nuevo estadio de cemento propio inaugurándolo el 31 de marzo de 1962. Originalmente se levantaron la tribuna oficial con capacidad para 1566 personas y una tribuna popular con aforo para 2259 personas con un costo de construcción de ARM 8 000 000. En 1968 se inaugura la platea y en 1970 la tribuna popular, llevando el recinto a la capacidad de 7155 espectadores a fines de ese año.
Durante la presidencia de Jaime Katz, se renombraron las tribunas con los nombres de Antonio Palazzo y Luis Rivero y el estadio se nombró como ¨Estadio Humberto Rizza¨. Estos dirigentes fueron reconocidos por su gran aporte a la institución durante la construcción del recinto. En 2008, durante el mandato del presidente Gerónimo Vargas Aignasse, se realizó la obra de la tribuna visitante con capacidad para 2500 personas, que lleva el nombre de Jaime Katz, en honor al presidente del club entre los años 1987 y 2004.
En la actualidad, el estadio es reconocido por su particular tribuna popular, apodada ¨El serrucho¨ en homenaje a la herramienta homónima. Este diseño de tribuna se asemeja a la tribuna Milton Road End del estadio The dell, el cual fue hasta 2001 el recinto deportivo del Southampton Football Club de Inglaterra.